# Duplominona kaneohei
Duplominona kaneohei är en plattmaskart som beskrevs av Karling, Mac-Fira, Dšrjes 1972. Duplominona kaneohei ingår i släktet Duplominona och familjen Monocelididae. Inga underarter finns listade i Catalogue of Life.